# Cody Sapergia
Cody Sapergia (* im 20. Jahrhundert in Moose Jaw, Saskatchewan) ist ein kanadischer Westernreiter.

## Werdegang
Als Sohn einer der Reining-Familien Kanadas, reitet Cody Sapergia seit seiner Kindheit.
1999 war er das erste Mal Mitglied einer kanadischen Nationalmannschaft. Cody Sapergia erreichte 2014 den Status eines NRHA One Million Dollar Rider, was bedeutet, dass er mit Preisgeldern bereits mehr als 1 Mio. $ bei NRHA-Turnieren verdient hat.
Cody Sapergia war Trainer der österreichischen Westernreiterin Tina Künstner-Mantl, deren Pferd Nu Chexomatic er im Jahr 2014  vorstellte.

## Privates
Sein Vater ist der Westernreiter Vernon Sapergia, seine Geschwister Terry-Lee und Shawna sind ebenfalls erfolgreiche Reiter.
1988 lernte er Lorie kennen, die damals Reitstunden bei seiner Mutter nahm. 1993 heiratete das Paar, 1997 wurde ihr Sohn geboren. Die Familie lebt in Rom.

## Pferde
- Nu Chexomatic (* 2007), Palomino, Vater: Nu Chex To Cash, Mutter: Tejons Texie Lena, die über Doc O'Lena von der AQHA Hall of Fame-Stute Poco Lena abstammt, Muttervater: Tejons Peppy Doc[2]